# Wolt
Wolt är ett finskt företag känt för sin leveransplattform. Genom Wolts app och hemsida kan kunder beställa mat och andra produkter från  restauranger knutna till plattformen och få beställningar levererade hem till dörren. På grund av såväl låga inkomster som avsaknaden av formella arbetsrättigheter för de som utför leveranserna har Wolt klassificerats som ett företag inom gigekonomin. 2021 köptes bolaget upp av amerikanska Doordash.

## Historia
Wolt grundades 2014 i Helsingfors, Finland av 6 grundare, däribland Miki Kuusi, tidigare VD för Slush. Wolt har sitt huvudkontor i Helsingfors och Miki Kuusi är VD. Wolt lanserades i Sverige 2016 och finns idag i 15 svenska städer. Sverigechef för Wolt är sedan 2016 Carl Zetterqvist. 
Från och med maj 2021 verkar Wolt i 28 länder och över 180 städer, inklusive Tallinn, Stockholm, Vilnius, Köpenhamn, Prag, Pristina, Brno, Baku, Tbilisi, Aten, Tel Aviv, Berlin, Tokyo och Tirana. Wolt har över 45 000 restaurang- och handelspartners, 90 000 kurirer kopplade till plattformen och 12 miljoner registrerade kunder  (siffror från juni 2021).
Wolt har samlat in 856 miljoner dollar i finansiering från investerare inklusive ICONIQ Capital, Highland Europe, 83North, EQT Ventures, Tiger Global, DST Global, Prosus, KKR, Coatue, Inventure, Lifeline Ventures, Supercells grundare & VD Ilkka Paananen och Nokias ordförande Risto Siilasmaa, bland andra. Den senaste finansieringsrundan tillkännagavs i januari 2021. Wolt har, efter sin sammanslagning med amerikanska Doordash, nära 10 000 anställda i sina kontor i 23 länder.

## Kontroverser
Kritik har riktats mot Wolt med grund i bland annat budens låga löner, icke existerande anställningar och stressfyllda arbetsförhållanden. Till skillnad från Foodora, vars huvudsakliga verksamhet också bygger på matleveranser, anställer inte Wolt några arbetare. Bolaget refererar till sin arbetskraft som "kurirpartners". Internationellt kallas detta upplägg ofta för falska egenanställningar, där arbetare är klassificerade som egenanställda trots att de utför arbete under ett företags direkta arbetsledning. Det innebär att ett cykelbud som arbetar för Wolt fakturerar via en mellanhand, som då går in som ställföreträdande arbetsgivare under de timmar som arbetet utförs. Fram till hösten 2017 använde sig Wolt av egenanställningsföretaget Evolveras som grundades av en man misstänkt för grov ekonomisk brottslighet.
Då inget anställningsförhållande föreligger mellan Wolt och matbuden som arbetar via deras plattform klassas inte företaget som en arbetsgivare enligt svensk arbetsrätt. Det innebär att matbuden inte heller klassas som arbetstagare, och därför inte omfattas av lagen om anställningsskydd (LAS), medbestämmandelagen (MBL) som reglerar fackliga rättigheter, eller arbetsmiljölagstiftning.
Som ett led i att få klarhet i anställningsförhållanden inom gigekonomin gav den svenska regeringen år 2018 Arbetsmiljöverket i uppgift att utföra en särskild tillsynsinsats med inriktning på nya sätt att organisera arbete. Myndigheten utdelade efter en arbetsmiljöinspektion ett vite till företaget, som inte vidtagit några åtgärder för att säkerställa en god arbetsmiljö för matbuden. Detta var något Wolt inte ansåg sig behöva göra, då inget anställningsförhållande förelåg. Resultatet blev en rättsprocess där frågan om företaget arbetsgivaransvar indirekt prövades, och som utföll till Wolts fördel. Plattformen behövde således inte heller fortsättningsvis ta något ansvar för matbudens arbetsmiljö.
Då Wolt inte har några anställda matbud finns ingen statistik att tillgå om antalet olyckor bland de som arbetar för företaget, men att företaget skulle vara fritt från olyckor bedöms av Breakit som “högst osannolikt”, på grund av de över hundra incidenter som inträffade på Foodora bara under 2019.

### Tidslinje
- 2014: Wolt grundades i Helsingfors, Finland.
- 2015: Wolt lanserades först i Helsingfors med enbart takeaway.
- 2016: Wolt började med leverans på plattformen och expanderade till Sverige och Estland. Wolt experimenterade med självkörande leveransrobotar i Tallinn i samarbete med Starship Technologies.[15][16]
- 2017: Wolt lanserades i Danmark, Lettland och Litauen.
- 2018: Wolt lanserades i Kroatien, Tjeckien, Norge, Ungern, Georgien, Israel och Polen.
- 2019: Wolt lanserades i Serbien, Grekland, Azerbajdzjan, Slovakien, Slovenien och Kazakstan.
- 2020: Wolt lanserades i Japan, Cypern, Malta och Tyskland.
- 2023: Wolt lanserades på Åland.
- 2024: Wolt lanserades i Albanien, Luxemburg och Uzbekistan.
- 2025: Wolt lanserades i Kosovo.

## Verksamhet i Sverige
Wolt lanserades i Sverige 2016 och är idag verksamma i Borås, Eskilstuna, Gävle, Göteborg,  Halmstad, Karlstad, Linköping, Malmö, Norrköping, Stockholm, Sundsvall, Umeå, Uppsala, Västerås, Växjö, Örebro, Helsingborg.
I Sverige konkurrerar bolaget med Uber Eats och Foodora.